# Полосатый платидорас
Полосатый платидорас (лат. Platydoras costatus) — вид сомов семейства броняковых. Впервые был описан Карлом Линнеем в 1758 году. Живёт в бассейнах рек Амазонки, Токантинса, Парнаибы, Ориноко и Эссекибо во Французской Гвиане и Суринаме.

## Описание
В природе размер этих сомов может достигать 24 см, а возраст, по некоторым данным, — до 20 лет. В аквариуме вырастает до 15—18 см и достигает возраста 12—15 лет.
Брюшко округлое. Самцы, как правило, мельче, но стройнее самок. Грудные плавники рыбки очень развиты. Передний луч сома покрыт мелкими шипами и заканчивается острым крючком. Имеется три пары усиков. Две пары расположены на нижней челюсти: два центральных длиной 2—3 см и два крайних длиной 4—5 см. На верхней челюсти имеется одна пара усиков длиной до 7—8 см.
Тело покрыто продольными жёлтыми и коричневыми линиями. Молодые особи, как правило, окрашены ярче, чем более старые.

## Поведение
Первый год жизни сомиков можно наблюдать в течение всего дня. Бывают случаи, когда платидор всплывает к поверхности, переворачивается к верху брюшком и таким образом собирает корм с водной поверхности. Но с возрастом рыбы начинают вести более скрытный ночной образ жизни, активизируясь только поздно вечером. Питаются они, соответственно, ночью; в случае недостатка корма поедают более мелких рыбок.

## Условия содержания
- Жёсткость воды от 8 до 12 °dH;
- Кислотность воды 6,0—7,0;
- Температура 22—29 °C.
- Содержание соли — нет
- Движение воды — слабое

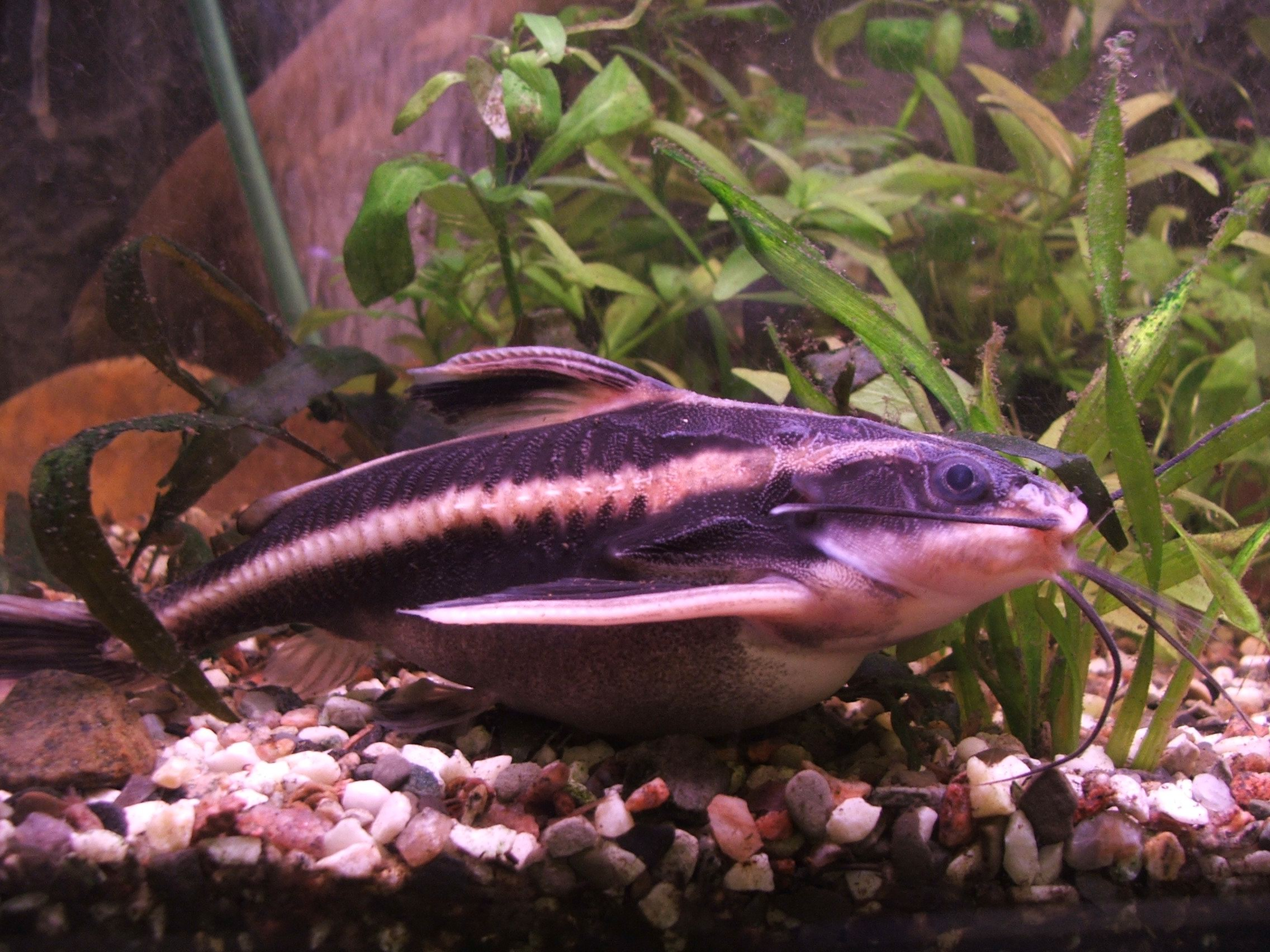

Для содержания рыбок нужен аквариум от 150 литров, с достаточным количеством коряг и скал. Грунт должен быть мягкий (песок и гравий), освещение приглушённое. Для совместного содержания можно подбирать любые виды, за исключением очень мелких.
Ловить сомиков лучше с помощью банки или сосуда, так как он могут очень легко запутаться в сетке из-за достаточно острых лучей плавников. При ловле следует соблюдать осторожность, так как укол от их шипов болезненен.

### Кормление
Всеядны, поэтому к кормам неприхотливы. В природе питаются моллюсками, ракообразными, и различными водными насекомыми.
У аквариумных сомиков корм должен содержать много белка. Около 20—30 % рациона должны составлять растительные корма. В качестве корма подойдёт мотыль, дождевые черви, трубочник. Так как эти рыбки берут корм со дна, следует давать им тонущие гранулы или таблетки.

### Размножение
Половозрелость и способность к размножению наступает в возрасте одного года. Нерестовик должен быть объёмом от 100 литров. Обязательны аэрация, фильтрация и создание течения воды. Вода для разведения: GH до 6°; pH 6,5-7,0; t 27-29 °C. Карбонатная жесткость минимальная. Как правило процесс нереста активируется инъекцией гонадотропных гормонов. Сомики могут построить небольшое гнездо (диаметром от 3 до 10 см) из кусочков растений. После этого они мечут икру и прикрепляют её к субстрату. Можно использовать синтетические нити, мелколистные водные растения и т. п.
Самка мечет до 300 икринок. После икрометания сомов отсаживают. Икра развивается в течение 2,5—3 суток. Молодь начинает плавать на 5—6 сутки. Мальков следует выкармливать живой пылью, науплиями артемии, микрочервём.